# 玉川堂
株式会社玉川堂（ぎょくせんどう、英: GYOKUSENDO Co., Ltd.）は、日本の金属加工業者の1つである。日本国内の地場産業として有名な新潟県燕市の金属加工業の中でも唯一、1枚の銅板を鎚で叩き起こして銅器を製作する「鎚起銅器」（ついきどうき）の伝統技術を200年弱に渡って継承している老舗企業。銅に多彩な着色を施す技術は、世界でも玉川堂のみが保有している。世界最高品質の銅器を製造し、世界中に顧客を持つ。
ルイヴィトングループで、シャンパンの帝王と称されるクリュッグの6代目当主オリヴィエ・クリュッグと玉川堂7代目当主玉川基行が意気投合し、コラボレーションとしてクリュッグオリジナルのボトルクーラーを共同開発。仏日の高級レストランやバーで使用されるなど、日本の伝統工芸老舗企業としては稀な世界的ブランド認知の高さを誇る。
コーポレート・スローガンは「打つ。時を打つ。」

## 沿革
- 1816年（文化13年）に新潟県燕市で創業。
- 1961年（昭和36年）株式会社玉川堂へ法人化
- 2014年（平成26年）8月、南青山・高樹町通り（骨董通り）にて玉川堂初の東京直営店「玉川堂青山店」を開業。
- 2016年（平成28年）玉川堂創業200周年

### 歴代当主
屋号（社名）は「ぎょくせん」と読むが、当主の苗字の読みは「たまがわ」である。
- 玉川覚兵衛 (1799年〜1871年)　初代当主

仙台の渡り職人・藤七より鎚起銅器の製法を継承し、日常銅器の製造を始める。燕鎚起銅器の産業創始の功を称えられ、1901年（明治34年）、時の農商大臣より追賞を受けた。
- 玉川覚次郎 (1829年〜1891年)　第2代当主

漸次工芸品的要素を加え、1873年（明治6年）、日本が初めて参加したウィーン万国博覧会に出品し、燕鎚起銅器の名を世界に馳せる。以後戦前まで約30回国内外の博覧会に出品。
- 玉川覚平 (1853年〜1922年)　第3代当主

1893年（明治26年）、世界コロンビア博覧会、1910年（明治43年）、日英博覧会等で銀賞を受賞。1894年（明治27年）には明治天皇の成婚25周年奉祝に一輪花瓶を献上。以後、皇室の慶事に玉川堂製品の献上が習わしとなる。
- 玉川覚平 (1881年〜1947年)　第4代当主

明治彫金界の至宝、海野勝珉に入門した後、東京美術学校（現東京芸術大学）を卒業。湯沸の口打出技法や着色技術の開発など、製品の近代化、多様化を図り、製品の美的向上に画期的な発展を遂げた。
- 玉川覚平 (1901年〜1992年)　第5代当主

第二次世界大戦により壊滅状態となった鎚起銅器業界を、戦後いち早く復興に着手。1958年（昭和33年）、新潟県より「新潟県指定無形文化財」に、1980年（昭和55年）には文化庁より「記録作成等の措置を講ずべき無形文化財」に選択された。
- 玉川政男 (1938年〜　　　)　第6代当主

幾多の職人を育て、1981年（昭和56年）、「燕分水銅器協同組合」を設立。当時の通商産業大臣より「伝統的工芸品」の指定を受ける。2002年（平成14年）、木目金（もくめがね）技術の世界的第一人者、実弟・玉川宣夫が紫綬褒章を受章し、2010年（平成22年）、重要無形文化財保持者（人間国宝）に認定された。
- 玉川基行 (1970年〜　　　)　第7代当主

二百年に及ぶ父祖の業を継承。地場産業として国内唯一の鎚起銅器産地の発展のために努力。2008年、玉川堂の店舗・土蔵・鍛金場・雁木が、国の登録有形文化財（建造物）に登録される。

## 受賞歴・受章歴

### 経済産業省（旧通商産業省）
- 1981年　伝統的工芸品金工品[1]

### 皇室献上
- 1894年（明治27年）明治天皇成婚25周年奉祝
- 1900年（明治33年）皇太子（大正天皇）結婚祝奉祝
- 1916年（大正5年）大正天皇即位奉祝
- 1928年（昭和3年）昭和天皇大礼記念
- 1959年（昭和34年） 皇太子（明仁上皇）成婚記念奉祝

### 万国博覧会 （国際博覧会）
- 1873年 - ウィーン万国博覧会
- 1876年 - フィラデルフィア万国博覧会
- 1893年 - 世界コロンビア博覧会（シカゴ万国博覧会）銀賞
- 1904年 - セントルイス万国博覧会銀賞
- 1910年 - 日英博覧会銀賞
- 1926年 - フィラデルフィア万国博覧会最高賞

## 文化財

### 国の文化財
- 1980年 - 「燕の鎚起銅器の製作技術」が記録作成等の措置を講ずべき無形文化財に選択（工芸技術 金工）[2]
- 2010年 - 玉川宣夫（玉川堂第5代当主玉川覚平次男）が重要無形文化財「鍛金」の保持者（人間国宝）に認定

このほか、玉川堂の店舗・土蔵・鍛金場・雁木が2008年、国の登録有形文化財（建造物）に登録されている

### 新潟県指定
- 1958年 - 「玉川堂の鎚起銅器」が新潟県指定無形文化財に指定

## 工房
工房（鍛金場）は本社に1か所ある。（登録有形文化財）

### 玉川堂製品の常設売場
- 玉川堂本店（新潟県燕市）
- 玉川堂青山店（東京都港区南青山）【閉店】
- 玉川堂銀座店（東京都中央区銀座GINZA SIX　４F）
- 新宿伊勢丹本店（本館5階特選和食器）
- 日本橋三越本店（本館5階特選和食器）
- 三越（札幌店、千葉店、銀座店、新潟店、大阪店、広島店、福岡店）
- 伊勢丹（浦和店、立川店、府中店、相模原店、松戸店、新潟店、京都店）
- 髙島屋（日本橋店、玉川店、横浜店、京都店、大阪店）
- 名古屋松坂屋本店（北館4階）
- 銀座和光（並木館）